# Uwe Westphal (Biologe)
Uwe Westphal (* 21. September 1957 in Maschen) ist ein deutscher Biologe und Buchautor. Einem größeren Publikum wurde er durch seine Tätigkeit als Tierstimmenimitator bekannt. Seine Hörbücher sind die weltweit einzigen, in denen Tierstimmen nicht original von Tieren aufgenommen präsentiert werden, sondern mittels menschlicher Akustik naturgetreu nachgeahmt werden.

## Leben
Westphal studierte Biologie mit den Schwerpunkten Zoologie und Ökologie an der Philipps-Universität Marburg/Lahn und schloss das Studium mit dem Diplom ab.
Von 1984 bis 2002 arbeitete er als Biologe an der hessischen Naturschutz-Akademie in Wetzlar sowie beim Naturschutzbund Deutschland (NABU), Landesverband Hamburg. Seine Schwerpunkte lagen in den Bereichen Umweltpädagogik, Planung und Durchführung naturkundlicher Seminare, naturschutzfachliche Öffentlichkeitsarbeit und Bürgerberatung. Westphal ist wissenschaftlicher Leiter einer naturkundlichen Info- und Forschungsstation, Referent für Arten- und Biotopschutz und ein Spezialist für Großvorhaben im Spannungsfeld zwischen Ökologie, Wirtschaft, Politik und Öffentlichkeit.
Darüber hinaus leitet er die Redaktion des Magazins „Naturschutz in Hamburg“.
Seit 2003 geht Westphal einer freiberuflichen Tätigkeit als Leiter naturkundlicher Exkursionen und Seminare nach. Außerdem ist er Fachredakteur, Texter, Lektor und Buchautor.
Westphal hatte Auftritte in zahlreichen Fernsehsendungen (Bettina und Bommes, Das Supertalent, Hier ab vier, TV total, Willkommen Österreich, NaturNah, Sag die Wahrheit, Planet Wissen und 5 gegen Jauch). Außerdem trat er 2009 in der Ratesendung Das unglaubliche Quiz der Tiere auf.

## Hörbücher
Die Hörbücher Westphals zeichnen sich dadurch aus, dass Tierstimmen imitiert werden und diese im Anschluss eine genaue Erläuterung erfahren. Darüber hinaus gibt es Konzerte verschiedener Tierstimmen. Westphal ist hierbei nicht auf die Nachahmung einer bestimmten Tiergattung beschränkt, sondern besitzt die Fähigkeit, eine breite Spanne von Tierarten naturgetreu zu imitieren.
Nach werbewirksamen Auftritten in einer Fernsehshow mit einer Demonstration seines Könnens stiegen die Verkaufszahlen der Hörbücher Westphals derart rapide an, dass diese zeitweise zu den 20 meistverkauften Hörbüchern deutscher Internetverkaufsstellen gehörten.
Auswahl  von Hörbüchern

- Naturexkursion mit Uwe Westphal. Audio-CD mit 32-seitigem Beiheft, Musikverlag Edition AMPLE, Germering 2008, ISBN 978-3-938147-15-3
- Vogelexkursion mit Uwe Westphal. Audio-CD mit 32-seitigem Beiheft, Musikverlag Edition AMPLE, Germering 2007, ISBN 978-3-938147-05-4

## Werke
- Naturschutzbund Deutschland, LV Hamburg e.V. Verein d. Freunde u. Förderer d. Inselstation d. Vogelwarte Helgoland e.V. (Hrsg.): Botulismus bei Vögeln. Aula-Verlag, Wiesbaden 1991, ISBN 3-89104-513-1.
- mit Renate Nimtz-Köster: Das Mühlenberger Milliardenloch. Wie ein Flugzeug die Politik beherrscht. Edition Nautilus, Hamburg 2005, ISBN 3-89401-472-5.
- mit Günther Helm: Wilde Hamburger. Natur in der Großstadt. Murmann Verlag, Hamburg 2006, ISBN 3-938017-78-3.
- Hecken – Lebensräume in Garten und Landschaft: Ökologie, Artenvielfalt, Praxis. pala-verlag, Darmstadt 2011, ISBN 978-3-89566-296-6.
- Schräge Vögel. Begegnungen mit Rohrdommel, Ziegenmelker, Wiedehopf und anderen heimischen Vogelarten. pala-verlag, Darmstadt 2015, ISBN 978-3-89566-342-0.
- Mehr Platz für den Spatz! Spatzen erleben, verstehen, schützen. pala-verlag, Darmstadt 2016, ISBN 978-3-89566-353-6
- Das große Buch der Gartenvögel Unsere Vögel im Garten erleben, fördern, schützen. pala-verlag, Darmstadt 2018, ISBN 978-3-89566-375-8